# Paparazzi (pel·lícula)
Paparazzi és una pel·lícula estatunidenca dirigida per Paul Abascal, estrenada l'any 2004. Ha estat doblada al català.

## Argument
Bo Laramie ha esdevingut en pocs mesos l'estrella de cinema que tothom vol a Los Angeles. Però aquest nou entusiasme té un premi per a ell i la seva família: és acorralat sense parar pels fotògrafs de tabloides que destorben la seva vida.Una nit, cometen l'irreparable. Bo decideix venjar-se, però com arribar-hi, ja que ell mateix està acorralat nit i dia.

## Repartiment
- Cole Hauser: Bo Laramie
- Robin Tunney: Abby Laramie
- Dennis Farina: el detectiu Burton
- Tom Sizemore: Rex Harper
- Daniel Baldwin: Wendell Stokes
- Tom Hollander: Leonard Clark
- Kevin Gage: Kevin Rosner
- Larry Cedar: Charlie Props
- Blake Michael Bryan: Zach Laramie
- Andrea Baker: Emily
- Jordan Baker: Dr.Dr Kelley
- Lauren Birkell: Allison
- Kelly Carlson: Kristin
- Duane Davis: Reggie
- Andi Eystad: Sierra
- Mel Gibson: el pacient del terapeuta
- Chris Rock: el repartidor de pizza
- Matthew McConaughey: ell mateix
- Vince Vaughn: ell mateix

## Banda original
- Brothers, interpretat per Deja-Vu
- My Thing, interpretat per Jeff Beck
- Going in the Right Direcció, interpretat per Robert Randolph & the Family Band
- Sex Bomb, interpretat per The Lords of Acid
- I Won't Go Hollywood, interpretat per Blau
- Solex (Closa to the Edge), interpretat per Michael Woods

## Al voltant de la pel·lícula
- El rodatge va tenir lloc a Los Angeles, del 25 de març fins al mes de maig 2003.
- La producció havia proposat a George Clooney, Tom Cruise, Kurt Russell i Vince Vaughn per interpretar el paper de Bo Laramie.
- Destacar, les aparicions de Chris Rock com a repartidor de pizza, Mel Gibson com a pacient del terapeuta, així com Matthew McConaughey i Vince Vaughn en el seu propi paper.

## Crítica
- "Modesta, gairebé paupèrrima producció de trama criminal (...) el pitjor d'aquesta fotesa no és la seva dubtosa factura professional, sinó el desvergonyiment predemocràtic amb què justifica la venjança"[3]